# Lukas Crepaz
Lukas Crepaz (Brunico, 6 gennaio 1992) è un hockeista su ghiaccio italiano.

## Biografia
Proviene da una famiglia di giocatori di hockey su ghiaccio: il nonno Heiner Crepaz, il padre Klaus Crepaz, gli zii Josef e Martin Crepaz ed il fratello Hannes Crepaz hanno tutti vestito la maglia della squadra brunicense.
Dopo la trafila delle giovanili con il Val Pusteria, Crepaz ha esordito in prima squadra in massima serie nella stagione 2010-2011. Coi pusteresi ha vinto due supercoppe italiane. 
Nel 2015 ha lasciato il Val Pusteria per accasarsi all'Hockey Club Dobbiaco, iscritto alla quarta serie austriaca. Quando, nel 2017, la federazione non permise ai dobbiacensi di iscriversi ad un campionato estero e la squadra non si iscrisse alla IHL - I Division, Crepaz fece ritorno al Val Pusteria, ma nella seconda squadra iscritta in terza serie. Nel 2018-2019 il Dobbiaco si iscrisse in terza serie, e Crepaz vi fece ritorno. Il Dobbiaco ottenne la promozione in seconda serie al termine della stagione 2020-2021, e Crepaz, miglior realizzatore dei suoi, fu confermato anche nella serie superiore.
Al termine della stagione non venne confermato e rimase lontano dal ghiaccio per due anni, prima di fare ritorno alla seconda squadra del Val Pusteria.

### Nazionale
Ha disputato un mondiale di categoria con la maglia dell'Italia under 20; ha anche esordito in nazionale maggiore in occasione di un torneo dell'Euro Ice Hockey Challenge nel 2012.

## Palmarès

### Club
- Supercoppa italiana: 2

Val Pusteria: 2011, 2014

### Giovanili
- Campionato italiano U-20

Val Pusteria: 2010-2011